# UTC-09:30

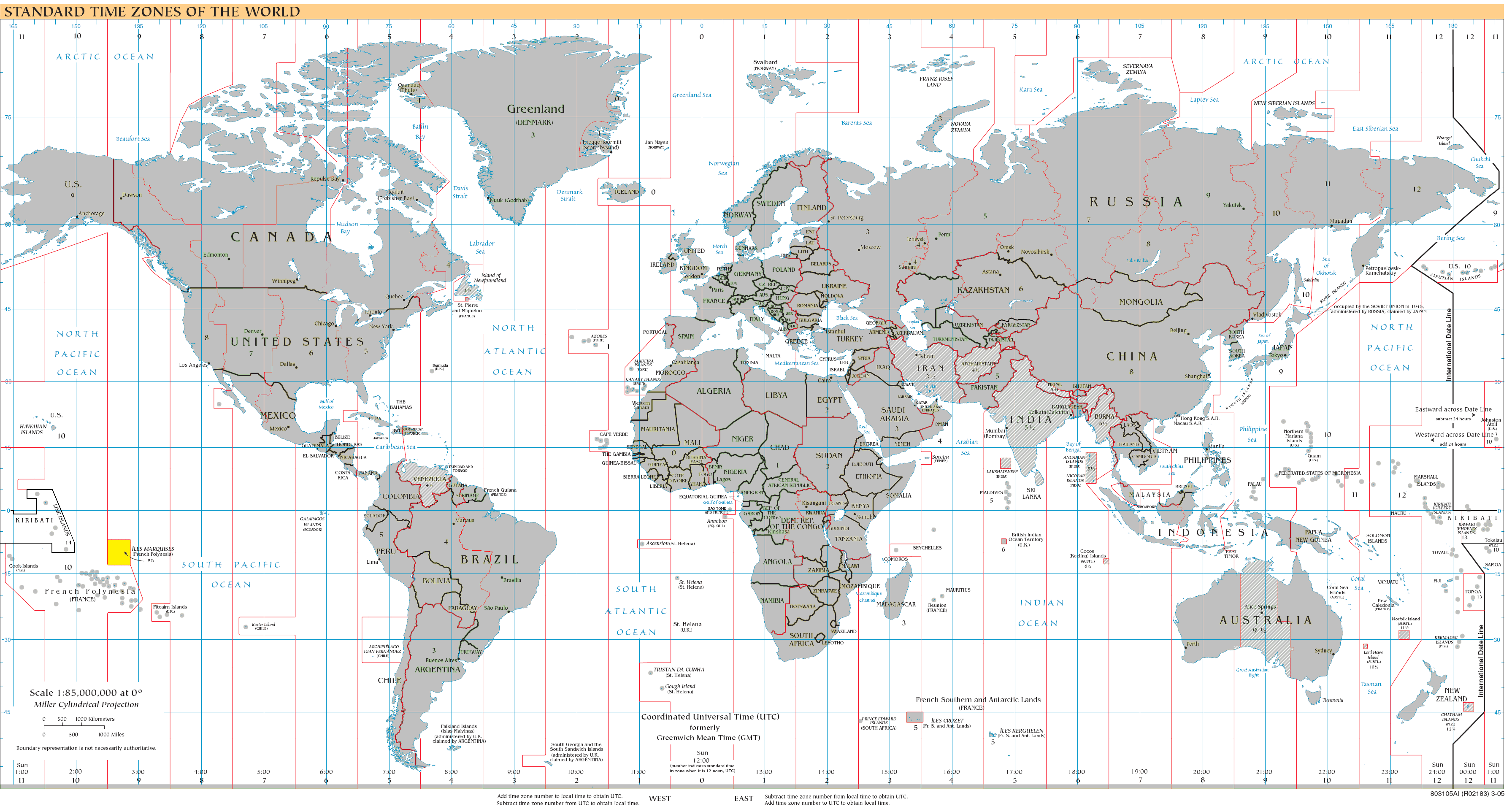
Mapa mundial de husos horarios en junio de 2008 destacando UTC-9:30. Amarillo UTC-9:30 todo el año

UTC-09:30 es el trigésimo séptimo huso horario del planeta cuya ubicación geográfica se encuentra en el meridiano 142.5 oeste. Aquellos países que se rigen por este huso horario se encuentran 9 horas y 30 minutos por detrás del meridiano de Greenwich.

## Hemisferio sur

### Países que se rigen por UTC-09:30 todo el año
| Abreviatura | Nombre Completo                        | País                                           |
| ----------- | -------------------------------------- | ---------------------------------------------- |
| MART        | Hora de las marquesas (Marquesas Time) | Francia - Polinesia Francesa - Islas Marquesas |